# Gauss (cráter)

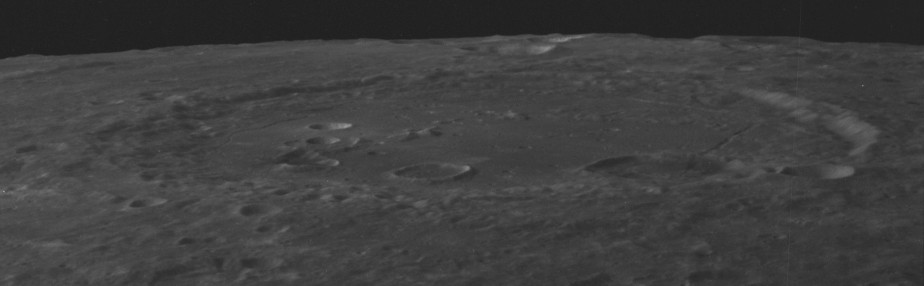
Fotografía de la misión Apolo 14

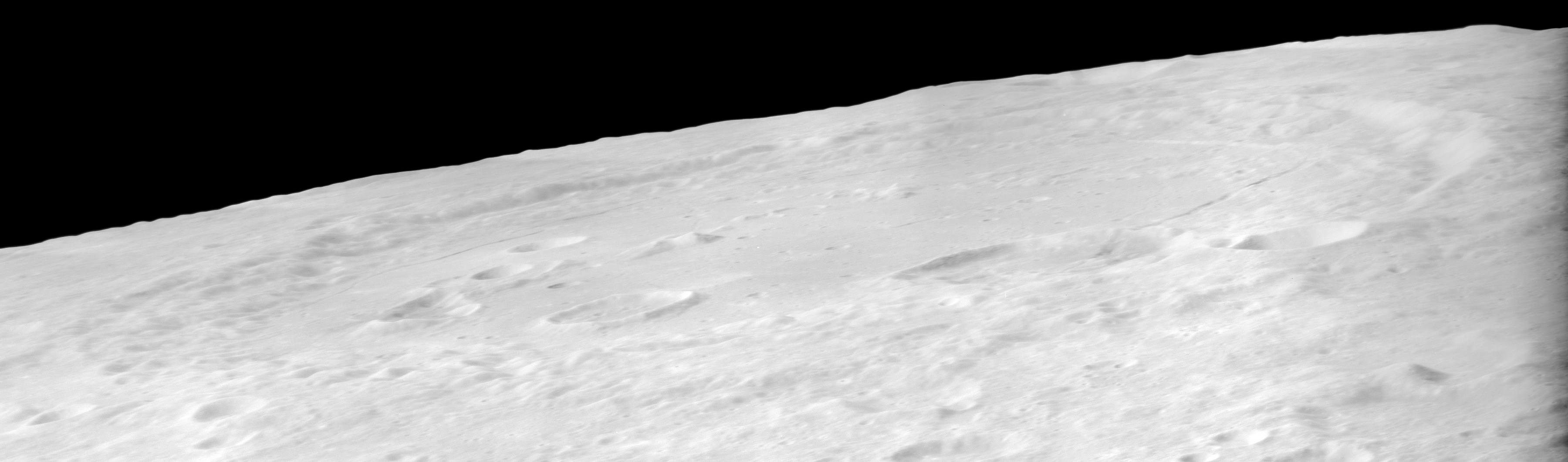
Fotografía de la misión Apolo 16

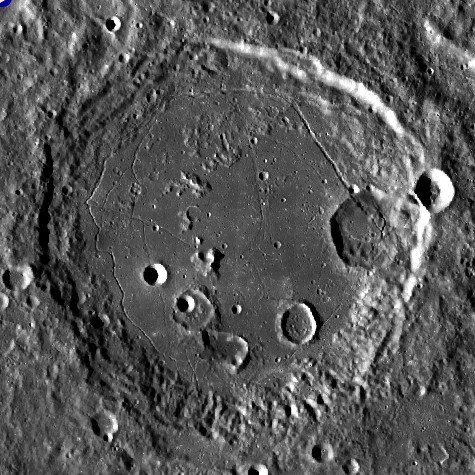
Fotografía de la misión Lunar Reconnaissance Orbiter

Gauss es un gran cráter de impacto con el nombre del célebre matemático alemán Carl Friedrich Gauss, que se encuentra cerca de la extremidad noreste de la cara visible de la Luna. Pertenece a una categoría de formaciones lunares llamados cráteres con llanura amurallada, lo que significa que tiene un diámetro de al menos 110 kilómetros, con un suelo algo hundido y poco o ningún macizo central. Debido a su ubicación, el aspecto de este cráter aparece considerablemente deformado por efecto del escorzo cuando se observa desde la Tierra, y su visibilidad se ve afectada por la libración.
|  |

Al noreste de Gauss se halla el cráter Riemann, otra llanura amurallada que se encuentra aún más cerca del limbo lunar. Al suroeste de Gauss se localiza la pareja de cráteres integrada por Hahn y Berosus. Casi directamente hacia el sur aparece el cráter Seneca.
El brocal de Gauss está mejor formado en su mitad norte. Sus paredes interiores presentan algunas terrazas a lo largo del lado noroeste y aparecen sectores desplomados en el noreste. La mitad sur del borde ha sufrido un mayor grado de erosión.
El suelo interior es bastante plano en general, con varios cráteres que marcan la superficie en la mitad sur. También se localiza un pequeño cráter, Gauss B, situado en el interior oriental del brocal, con el más pequeño Gauss A que atraviesa el borde justo al noreste de Gauss B. El piso de Gauss está también marcado por varias hendiduras, particularmente a lo largo de los bordes del Este y del Noroeste. La suma de los bordes de los cráteres irregulares en el sur y una serie de elevaciones en el norte dan la apariencia de una cresta que atravesase el fondo del cráter de norte a sur.

## Cráteres satélite
Por convención estas características son identificadas en mapas lunares poniendo la letra en el lado del cráter punto medio que está más cerca de Gauss.
|       | \| Gauss \| Coordenadas \| Diámetro \| \| ----- \| ---------------------------- \| -------- \| \| A \| 36°30′N 82°42′E / 36.5, 82.7 \| 18 km \| \| B \| 35°54′N 81°12′E / 35.9, 81.2 \| 37 km \| \| C \| 39°42′N 72°06′E / 39.7, 72.1 \| 29 km \| \| D \| 39°18′N 73°48′E / 39.3, 73.8 \| 24 km \| \| E \| 35°18′N 77°36′E / 35.3, 77.6 \| 8 km \| \| F \| 34°48′N 78°18′E / 34.8, 78.3 \| 20 km \| \| G \| 34°12′N 78°36′E / 34.2, 78.6 \| 18 km \| \| H \| 33°12′N 77°06′E / 33.2, 77.1 \| 11 km \| \| J \| 40°36′N 72°36′E / 40.6, 72.6 \| 14 km \| \| W \| 34°30′N 80°12′E / 34.5, 80.2 \| 18 km \| |          |
| Gauss | Coordenadas | Diámetro |
| A     | 36°30′N 82°42′E / 36.5, 82.7 | 18 km    |
| B     | 35°54′N 81°12′E / 35.9, 81.2 | 37 km    |
| C     | 39°42′N 72°06′E / 39.7, 72.1 | 29 km    |
| D     | 39°18′N 73°48′E / 39.3, 73.8 | 24 km    |
| E     | 35°18′N 77°36′E / 35.3, 77.6 | 8 km     |
| F     | 34°48′N 78°18′E / 34.8, 78.3 | 20 km    |
| G     | 34°12′N 78°36′E / 34.2, 78.6 | 18 km    |
| H     | 33°12′N 77°06′E / 33.2, 77.1 | 11 km    |
| J     | 40°36′N 72°36′E / 40.6, 72.6 | 14 km    |
| W     | 34°30′N 80°12′E / 34.5, 80.2 | 18 km    |